# Agave calodonta
Agave calodonta är en sparrisväxtart som beskrevs av Alwin Berger. Agave calodonta ingår i släktet Agave och familjen sparrisväxter. Inga underarter finns listade i Catalogue of Life.